# Vivo per lei
"Vivo per lei" ("Ik leef voor haar") is een nummer van de Italiaanse zanger Andrea Bocelli samen met zangeres Giorgia. Het nummer verscheen op het album Bocelli uit 1995. In september 1996 werd het nummer uitgebracht als de vierde en laatste single van het album. Het nummer werd ook uitgebracht in andere talen met andere zangeressen, waaronder Marta Sánchez op de Spaanse versie ("Vivo per ella"), Hélène Ségara op de Franse versie ("Je vis pour elle"), Judy Weiss op de Duitse versie ("Ich lebe für sie"), Sandy op de Portugese versie ("Vivo por Ella") en Bonnie Tyler op de nooit uitgebrachte Engelse versie ("Live for Love").

## Achtergrond
De originele Italiaanse versie van "Vivo per lei" werd geschreven door de Italiaanse groep O.R.O. voor hun album Vivo per... uit 1995. Deze versie won dat jaar het Italiaanse festival Un disco per l'estate. Datzelfde jaar herschreef Gatto Panceri het nummer om te dienen als duet tussen Bocelli en Giorgia. In de nieuwe versie verwijst "lei" ("haar") naar muziek in plaats van naar een vrouw.
In de meeste versies van "Vivo per lei" zingt Bocelli in het Italiaans, terwijl de zangeres in de andere taal zingt, maar in de Spaanse en Portugese versie zingt hij in het Spaans. Tijdens live-optredens zingt hij echter alleen de Italiaanse versie. De Duitse tekst van het nummer is geschreven door Michael Kunze, de Franse tekst is geschreven door Art Mengo en de Spaanse tekst door Luis Gómez Escolar. Er bestaat ook een Griekse versie van het nummer onder de titel Se Thelo edo, gezongen door Dimitra Galani en Giorgos Karadimos. In 2004 werd het nummer gecoverd door Calogero, Chimène Badi en Patrick Fiori voor de Franse groep Les Enfoirés op het album Les Enfoirés dans l'espace.
Een Engelse versie van "Vivo per lei" is opgenomen in duet met zangeres Bonnie Tyler onder de titel "Live for Love". Het nummer zou verschijnen als eerste single van haar album All in One Voice uit 1998. Vanwege meningsverschillen tussen de platenmaatschappijen van de artiesten werd deze versie echter nooit uitgebracht. In een interview in 2014 vertelde Tyler dat haar platenmaatschappij East West Records meer royalty's vroeg dan oorspronkelijk afgesproken was. In 2007 verscheen voor het eerst een Engelstalige versie van het nummer als duet tussen Bocelli en Heather Headley, dat verscheen op Bocelli's live-album Vivere Live in Tuscany.
De verschillende versies van het nummer werden allemaal een hit in andere landen. In Wallonië en Frankrijk werd de Franse versie "Je vis pour elle" met Hélène Ségara een nummer 1-hit. In Zwitserland kwam de Duitse versie "Ich lebe für sie" met Judy Weiss ook op de nummer1-positie, terwijl deze versie in Oostenrijk niet verder kwam dan de 22e positie. De Spaanse versie "Vivo por ella" behaalde de nummer1-positie in Spanje.
De originele versie van het nummer kwam tot de 24e positie in thuisland Italië.
In Nederland werd de originele versie destijds veel gedraaid op de landelijke radiozenders en werd een radiohit. Desondanks bereikte de single de Nederlandse Top 40 op Radio 538 niet en bleef steken op een 3e positie in de Tipparade. Wél werd de 39e positie bereikt in de publieke hitlijst; de Mega Top 50 op Radio 3FM.
In België werden zowel de Vlaamse Ultratop 50 als de Vlaamse Radio 2 Top 30 niet bereikt. De Franstalige versie Je vis pour elle met Hélène Ségara werd wel een nummer 1-hit in Wallonië.

## Hitnoteringen

### Mega Top 50 / Mega Top 100
- In de eerste weken van notering bestond de publieke hitlijst op Radio 3FM uit vijftig in plaats van honderd platen.

| Hitnotering week 1 t/m 4: 26-10-1996 t/m 16-11-1996 Hitnotering week 5 t/m 10: 28-12-1996 t/m 01-02-1997 | Hitnotering week 1 t/m 4: 26-10-1996 t/m 16-11-1996 Hitnotering week 5 t/m 10: 28-12-1996 t/m 01-02-1997 | Hitnotering week 1 t/m 4: 26-10-1996 t/m 16-11-1996 Hitnotering week 5 t/m 10: 28-12-1996 t/m 01-02-1997 | Hitnotering week 1 t/m 4: 26-10-1996 t/m 16-11-1996 Hitnotering week 5 t/m 10: 28-12-1996 t/m 01-02-1997 | Hitnotering week 1 t/m 4: 26-10-1996 t/m 16-11-1996 Hitnotering week 5 t/m 10: 28-12-1996 t/m 01-02-1997 | Hitnotering week 1 t/m 4: 26-10-1996 t/m 16-11-1996 Hitnotering week 5 t/m 10: 28-12-1996 t/m 01-02-1997 | Hitnotering week 1 t/m 4: 26-10-1996 t/m 16-11-1996 Hitnotering week 5 t/m 10: 28-12-1996 t/m 01-02-1997 | Hitnotering week 1 t/m 4: 26-10-1996 t/m 16-11-1996 Hitnotering week 5 t/m 10: 28-12-1996 t/m 01-02-1997 | Hitnotering week 1 t/m 4: 26-10-1996 t/m 16-11-1996 Hitnotering week 5 t/m 10: 28-12-1996 t/m 01-02-1997 | Hitnotering week 1 t/m 4: 26-10-1996 t/m 16-11-1996 Hitnotering week 5 t/m 10: 28-12-1996 t/m 01-02-1997 | Hitnotering week 1 t/m 4: 26-10-1996 t/m 16-11-1996 Hitnotering week 5 t/m 10: 28-12-1996 t/m 01-02-1997 | Hitnotering week 1 t/m 4: 26-10-1996 t/m 16-11-1996 Hitnotering week 5 t/m 10: 28-12-1996 t/m 01-02-1997 | Hitnotering week 1 t/m 4: 26-10-1996 t/m 16-11-1996 Hitnotering week 5 t/m 10: 28-12-1996 t/m 01-02-1997 |
| Week | 1 | 2 | 3 | 4 | | 5 | 6 | 7 | 8 | 9 | 10 | |
| --- | --- | --- | --- | --- | --- | --- | --- | --- | --- | --- | --- | --- |
| Nummer                                                                                                   | 50 | 48 | 41 | 39 | uit | 88 | 85 | 80 | 88 | 89 | 89 | uit |

### NPO Radio 2 Top 2000
| Nummer met noteringen in de NPO Radio 2 Top 2000 | '99 | '00 | '01 | '02 | '03 | '04 | '05 | '06 | '07 | '08 | '09 | '10 | '11 | '12 | '13 | '14  | '15 | '16 | '17 | '18 | '19 | '20 | '21 | '22 | '23 | '24 |
| ------------------------------------------------ | --- | --- | --- | --- | --- | --- | --- | --- | --- | --- | --- | --- | --- | --- | --- | ---- | --- | --- | --- | --- | --- | --- | --- | --- | --- | --- |
| Vivo per lei                                     | 370 | 189 | 369 | 435 | 485 | 546 | 559 | 629 | 433 | 501 | 905 | 827 | 721 | 610 | 776 | 1025 | 923 | 852 | 888 | 776 | 525 | 624 | 441 | 430 | 421 | 415 |

1. ↑  Een vetgedrukt getal geeft de hoogste notering aan.